# Čagrovac
Čagrovac (cyr. Чагровац) – wieś w Serbii, w okręgu niszawskim, w gminie Gadžin Han. W 2011 roku liczyła 114 mieszkańców.